# Görel Kristina Näslund
Görel Kristina Näslund, född 1940, är författare, journalist, psykolog och medicine doktor. Hon växte upp i en liten by utanför Umeå och bodde på 70-talet i bostadsområdet Danviksklippan i Stockholm. Hon disputerade 1996 vid Karolinska Institutet.
Näslund var under många år skribent i tidningen Vi. Hon har skrivit flera fackböcker som berör psykologi, pomologi, mat och hälsa. Hon har även gett ut många böcker för barn och tilldelades Sigtuna kommuns kulturpris 2010. Hon skriver även för föreningen Sveriges pomologiska sällskap, i deras medlemstidning Pomologen. Näslund var en av grundarna till Nafia.